# Le Sauze-du-Lac
Le Sauze-du-Lac település Franciaországban, Hautes-Alpes megyében. Lakosainak száma 158 fő (2022. január 1.). Le Sauze-du-Lac Le Lauzet-Ubaye, Pontis, Chorges, Rousset-Serre-Ponçon és Ubaye-Serre-Ponçon községekkel határos.

## Népesség
A település népességének változása:
| Lakosok száma | 72   | 55   | 72   | 121  | 141  | 145  | 146  | 144  | 149  | 158  |
|               | 1968 | 1982 | 1990 | 2006 | 2013 | 2015 | 2017 | 2019 | 2020 | 2022 |